# Ciclo do algodão
O ciclo do algodão se refere ao período em que este produto teve grande destaque na economia brasileira, em especial no Maranhão, entre meados do século XVIII e o começo do século XIX, sendo responsável por um forte crescimento econômico na região. No período colonial, o algodão se desenvolveu também na Capitania de São Vicente, de onde o produto era exportado para o Rio de Janeiro e a Bahia. Outras regiões o produziam para consumo local, sendo usado para fabricar tecidos para vestir os escravos.
Este ciclo se desenvolveu em um contexto que envolvia a crise econômica na colônia com o fim do ciclo do ouro e a concorrência da produção açucareira do nordeste com a produção nas Antilhas, o começo da Revolução Industrial, a Guerra de Independência dos Estados Unidos (principal fornecedor do produto à Inglaterra).

## Antecedentes
Em 1621, a Dinastia Filipina criou o Estado do Maranhão, compreendendo os atuais territórios do Maranhão, Ceará, Piauí, Pará e Amazonas,subordinando-se diretamente à Coroa Portuguesa. As principais atividades econômicas dessa região eram a lavoura de cana e a produção de açúcar, o cultivo de tabaco, a pecuária (para exportação de couros) e a coleta de cacau. A maior parte da população vivia em condições de extrema pobreza, sobrevivendo da coleta, da pesca e praticando uma agricultura de subsistência.
A partir de meados do século XVII, o Estado do Maranhão enfrentava séria crise econômica, pois desde a expulsão dos Holandeses da Região Nordeste do Brasil a empresa açucareira regional não tinha condições de arcar com os altos custos de importação de escravos africanos e passou a enfrentar a concorrência do açúcar das Antilhas. Neste contexto, teve importância a ação do padre Antônio Vieira (1608-1697) que, na década de 1650, como Superior das Missões Jesuíticas no Estado do Maranhão, implantou as bases da ação missionária na região: pregação, batismo e educação, nos moldes da cultura portuguesa e das regras estabelecidas pelo Concílio de Trento (1545-1563).
Havia um conflito entre os produtores rurais e os jesuítas, pois estes impediam o uso da mão-de-obra escravizada indígena. Os indígenas, evangelizados, constituíam a mão de obra utilizada pelos religiosos na atividade de coleta das chamadas drogas do sertão. Diante das agressões, a Companhia de Jesus recorreu à Coroa, que interveio e proibiu a escravização do indígena, uma vez que esta não trazia lucros para a Metrópole. 
Na tentativa de solucionar a questão, a Coroa instituiu a Companhia do Comércio do Maranhão (1682), que passou a deter o monopólio de todo o comércio do Maranhão por um período de vinte anos, com a obrigação de introduzir dez mil escravos africanos (à razão de quinhentos indivíduos por ano), comercializando-os a prazo, a preços tabelados, bem como fornecer tecidos manufaturados e outros gêneros europeus necessários à população local, como por exemplo o bacalhau, os vinhos e a farinha de trigo. Em contrapartida, deveria enviar anualmente a Lisboa pelo menos um navio do Maranhão e outro do Grão-Pará, com produtos locais. O cacau, a baunilha, o pau-cravo e o tabaco, produzidos na região, seriam vendidos exclusivamente à Companhia, por preços tabelados.  
Sem conseguir cumprir adequadamente os compromissos, a operação da Companhia  agravou a crise econômica e fez crescer o descontentamento na região, o que desencadeou conflitos como a Revolta de Beckman. A revolta foi sufocada e posteriormente a Companhia foi extinta pela Coroa.

## A era Pombalina
Em 1755, o Marquês de Pombal criou a Companhia Geral de Comércio do Grão-Pará e Maranhão, a qual deveria garantir a vinda de escravizados africanos para a colônia, com monopólio da navegação e comércio exterior, além de fornecer crédito para os produtores locais e a introdução de melhores técnicas agrícolas. Posteriormente, o Marquês também promoveu a expulsão dos jesuítas das colônias portuguesas. 
Em 1772, Marquês de Pombal dividiu o Estado em duas unidades administrativas: Estado do Maranhão e Piauí (com sede em São Luís); e Estado do Grão-Pará e Rio Negro (com sede em Belém).
Com a crescente demanda do algodão, matéria-prima fundamental para a indústria têxtil inglesa, bem como a interrupção da exportação norte-americana, em razão da Guerra de Independência dos Estados Unidos, declarada em 1776, a colônia experimentou forte crescimento econômico. Outro importante comprador do algodão maranhense era a França.

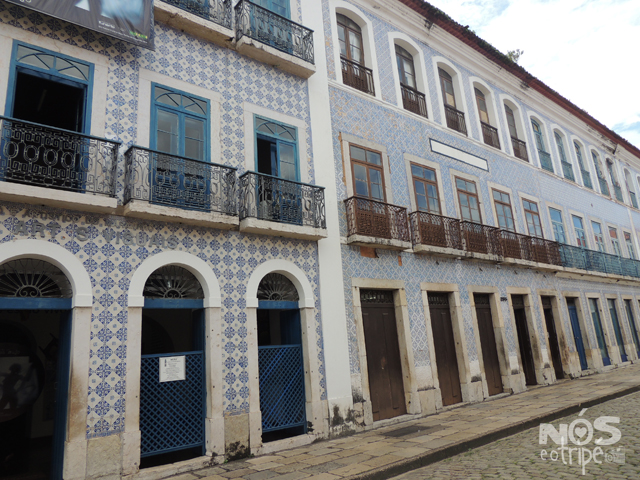
Centro Histórico de São Luís

Desde 1661, se têm registro de produção de algodão no Maranhão, porém estava voltada ao abastecimento interno.
Entre 1760 e 1771, as exportações de algodão no Maranhão aumentaram de 651 para 25.473 arrobas. A movimentação anual de navios em São Luís aumentou de três para vinte e seis, em 1788.
A expansão da cultura algodoeira se deu no vale do rio Itapecuru, alcançando as cidades de Caxias e Codó (cerca de dois terços da produção) e Coroatá. A produção era transportada pelo rio Itapecuru até o porto de São Luís. Outras regiões produtoras eram no rio Mearim, em Alcântara e em Guimarães.

## Expansão
Em 1780, o algodão representava cerca de 24% das exportações brasileira, enquanto o açúcar respondia por cerca de 34%.
Em 1818, a economia maranhense atingiu um milhão de libras e movimentou 155 navios, sendo a quarta maior economia brasileira. Nesse período, São Luís era a quarta cidade mais populosa no Brasil. O apogeu econômico deste período pode ser representado com a construção dos casarões do Centro Histórico de São Luís e de Alcântara.
O algodão representava cerca entre 73% e 82% das exportações do Maranhão no final do século XVIII e início do século XIX.
Cerca 83,70% das exportações brasileira de algodão vinham do Grão-Pará e Maranhão e de Pernambuco (que englobava a Paraíba).
Entre 1791 a 1801, o algodão brasileiro era responsável por 40% da fibra negociada em Liverpool, o principal mercado para o produto.

## Escravidão

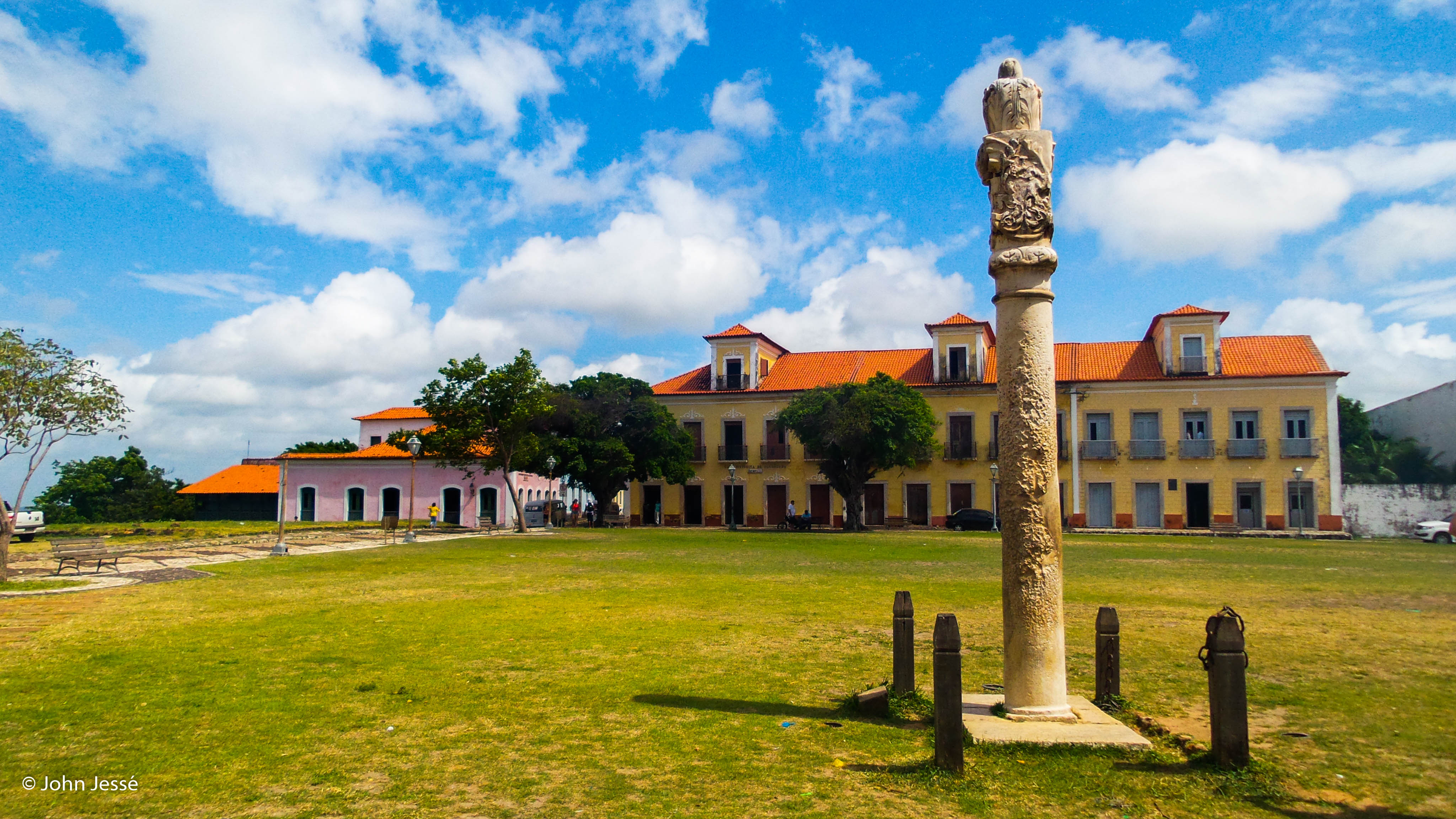
Pelourinho de Alcântara

Entre 1756 a 1788, desembarcaram em Belém e São Luís cerca de 30.000 africanos, 70% deles com origem na Guiné e o restante de Angola.
Por volta de 1798, os escravizados representavam 47% da população, número que subiu para 55%, na segunda década do século XIX, enquanto a população branca representava 16%. No vale do Itapecuru, o número de escravizados chegava a 80%.
A exploração da mão-de-obra escravizada foi um dos fatores preponderantes para ciclo do algodão maranhense, ocasionado uma forte mudança demográfica e social na colônia, com efeitos que se estenderam mesmo após a abolição da escravatura, como a acentuada desigualdade social. 

## Decadência econômica

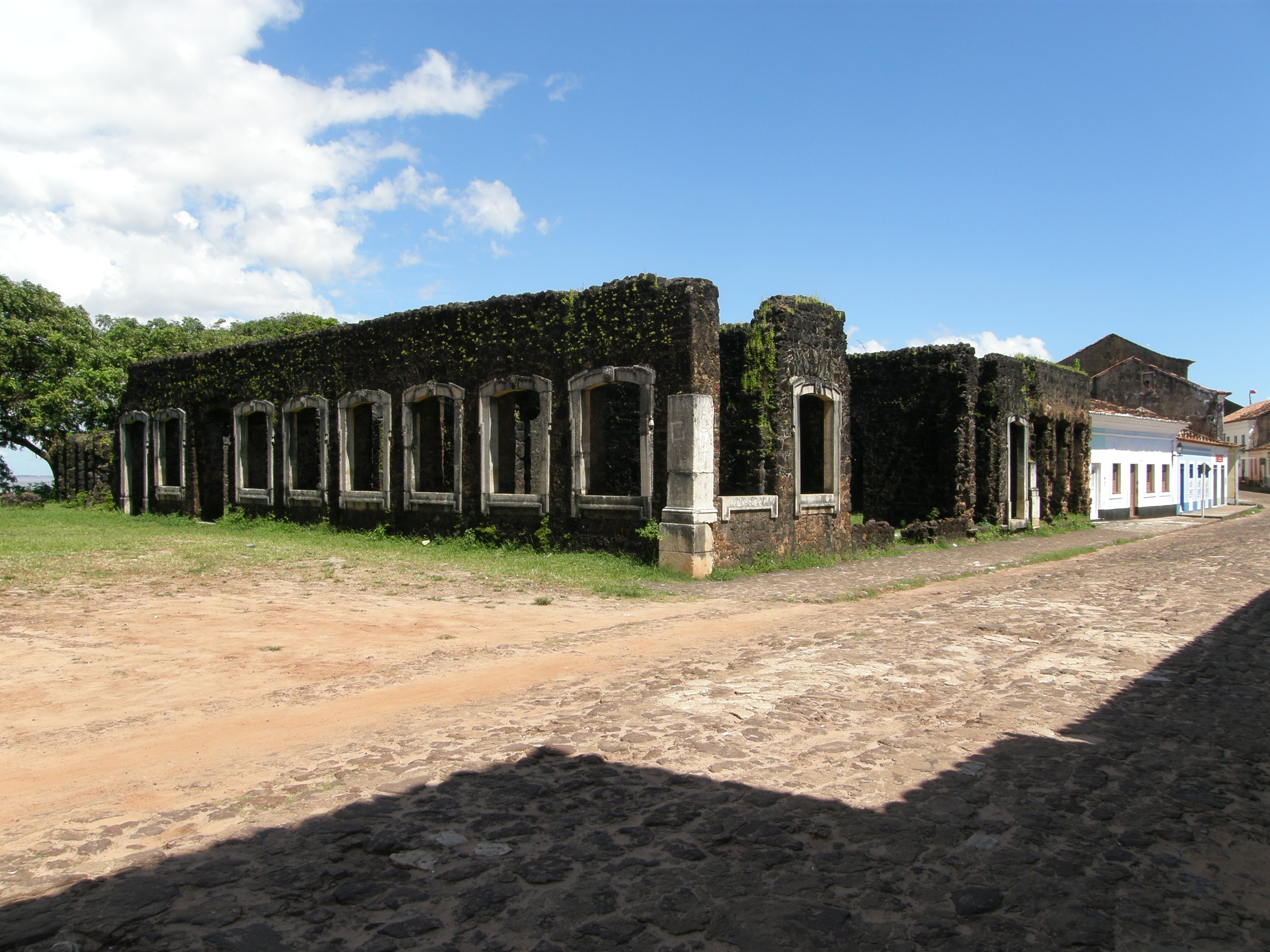
Ruínas do Palacete do Barão de Pindaré, em Alcântara

A partir de 1820, com o retorno dos Estados Unidos ao mercado internacional, com maior produtividade e técnicas mais avançadas, a economia maranhense perde força, com a queda dos preços em cerca de 70%.
Nas décadas seguintes, o café vai tomando força na economia brasileira e ganhando destaque nas exportações.
A província vai se tornando instável economicamente e socialmente, ocorrendo conflitos como a Balaiada (1838-1841), um movimento popular que contrariava a aristocracia rural.
Durante a Guerra Civil Americana (1860-1865), o Maranhão passa por um breve período de expansão econômica, novamente entrando em decadência nas décadas seguintes, tendo ainda de enfrentar o fim do tráfico de escravizados para o Brasil, o tráfico interno entre as províncias e posteriormente a abolição da escravatura.

## Outras atividades econômicas

### Arroz
Até o período pombalino, a produção de arroz no Maranhão estava ligada à economia de subsistência, com o denominado arroz vermelho ou de Veneza ou da terra, considerado miúdo e quebradiço.
Com a criação da Companhia Geral de Comércio, foi introduzido o chamado arroz da Carolina ("arroz branco", originário da Carolina do Sul a partir de 1776. Houve resistência dos agricultores, mas durante o governo de Joaquim de Melo e Póvoas foi proibido o cultivo do arroz vermelho, sendo impostas punições a quem desobedecesse à determinação.
Em 1776, foi instalada a primeira fábrica de soque.
Em 1770, foram exportadas 627 arrobas de arroz. Número que subiu para 8.133 arrobas em 1771, 30.212 arrobas em 1772 e 360.000 no último ano da Companhia Geral de Comércio. O arroz era exportado para Portugal, que enfrentava problemas de abastecimento de cereais, e de lá era importado por Veneza e Gênova.
O arroz continuou tendo destaque na economia maranhense durante o Império, apesar de não ter a mesma lucratividade do algodão ou do açúcar, mas enfrentou problemas como a queda de preços, o fim do tráfico de escravizados, a falta de investimentos e os conflitos políticos.

O arroz tem grande destaque na culinária e no consumo maranhense, como no conhecido prato arroz de cuxá. O Maranhão é o maior produtor de arroz do Nordeste e o quinto maior produtor nacional (2020), mas vem enfrentando redução da área plantada ao longo das últimas décadas.